# Gromada Sidra
Gromada Sidra war eine Verwaltungseinheit in der Volksrepublik Polen zwischen 1954 und 1972. Verwaltet wurde die Gromada vom Gromadzka Rada Narodowa, dessen Sitz sich in Sidra befand und der aus 14 Mitgliedern bestand.

Die Gromada Sidra gehörte zum Powiat Sokólski in der Woiwodschaft Białystok und bestand aus den Gromadas Sidra, Jurasze, Szostaki, Podsutki zusammen mit den Dörfern Siderka wieś, Siderka majątek, und den Siedlungen Potrubowszczyzna folwarki Potrubowszczyzna kolonia aus der Gromada Siekierka der aufgelösten Gmina Kuźnica und die Siedlungen Kniaziówka kolonia, Szczerbowo kolonia und Zacisze kolonia
der aufgelösten Gmina Zalesie.

Zum 1. Januar 1958 wurde die aufgelöste Gromada Siekierka in die Gromada Sidra eingegliedert.

Zum 31. Dezember 1959 wurden die Dörf Poganica aus der aufgelösten Gromada Racewo und die Dörfer Zwierzany und Sniczany der aufgelösten Gromada Achrymowce in die Gromada Sidra eingegliedert.

Am 1. Januar 1972 kamen die Dörfer Chwaszczewo, Majewo, Holiki, Jałówka, Nowinka, Romanówka und Wólka der aufgelösten Gromada Majewo zur Gromada Sidra

Die Gromada bestand bis Kommunalreform Ende 1972 und ging dann in der Gmina Sidra auf.